# Leptopsyllus dubatyi
Leptopsyllus dubatyi är en kräftdjursart som beskrevs av Soyer 1974. Leptopsyllus dubatyi ingår i släktet Leptopsyllus och familjen Paramesochridae. Inga underarter finns listade i Catalogue of Life.